# Wilhelmina Maria von Hessen-Homburg

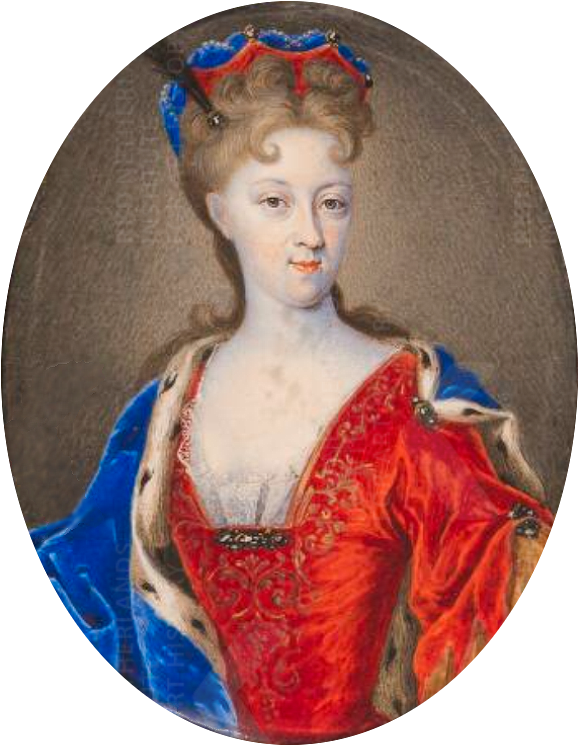
Wilhelmina Maria von Hessen-Homburg

Wilhelmina Maria Prinzessin von Hessen-Homburg (* 8. Januar 1678 in Weferlingen; † 25. November 1770 in Varel) war eine deutsche Prinzessin und durch Heirat Regentin in der Grafschaft Varel-Kniphausen.

## Leben

### Herkunft und Familie
Wilhelmina Maria von Hessen-Homburg war die Tochter des Landgrafen Friedrich II. von Hessen-Homburg (1630–1708), der in zweiter Ehe mit Luise Elisabeth von Kurland (1646–1690) verheiratet war. Sie hatte neun Geschwister, fünf Schwestern und vier Brüder.

### Wirken
Wilhelmina Maria kam nach dem Tod ihrer Mutter im Jahre 1690 an den Hof ihrer Tante Königin Charlotte von Dänemark. Hier lernte sie den Grafen Anton von Aldenburg (Herr auf Varel, Knyphausen und zu Doorwerth) kennen und heiratete ihn im Jahre 1711 kurz nach dessen Scheidung.
Sie verließen Dänemark und kamen nach Varel, wo sie sich um die verwaiste Tochter Lottchen ihrer 1707 verstorbenen jüngeren Schwester Elisabeth Franziska kümmerten.
1715 wurde ihre Tochter Charlotte Sophie geboren. Für sie wurde mit dänischer Zustimmung die weibliche Erbfolge durchgesetzt mit dem Ergebnis, dass durch die Heirat mit Graf Wilhelm von Bentinck im Jahre 1733 der Zwergstaat Varel-Kniphausen an die Familie Bentinck fiel.
Graf Aldenburg wurde 1726 Mit-Vormund für Marias Neffen, den späteren Homburger Landgrafen Friedrich IV.
Wilhelmina Maria war eine eifrige und passionierte Briefschreiberin und hielt so engen Kontakt zu ihrer Familie in Homburg. Nach dem Tod ihres Mannes im Jahre 1738 blieb sie in Varel als ihren Witwensitz.

### Sonstiges
Das Ehepaar war maßgeblich am Wiederaufbau der evangelischen Kirche in Accum beteiligt. Durch die letzte Sturmflut im Jahre 1717 total zerstört, wurde 1719 mit dem Neuaufbau begonnen.
Graf Aldenburg ließ den Garten in Varel nach seiner Ehefrau benennen und gab ihm den Namen Marienlustgarten. Mit der Aufhebung der gräflichen Herrschaft Varel ging dieser in den Besitz der oldenburgischen Regierung über. Von 1860 an wurde die Fläche zur Bebauung mit Villen freigegeben. Viele Bäume geben noch heute Zeugnis von diesem Park.